# Agave palmeri
Agave palmeri (укр. агава Палмера) — сукулентна рослина роду агава (Agave) підродини агавових (Agavoideae).

## Опис

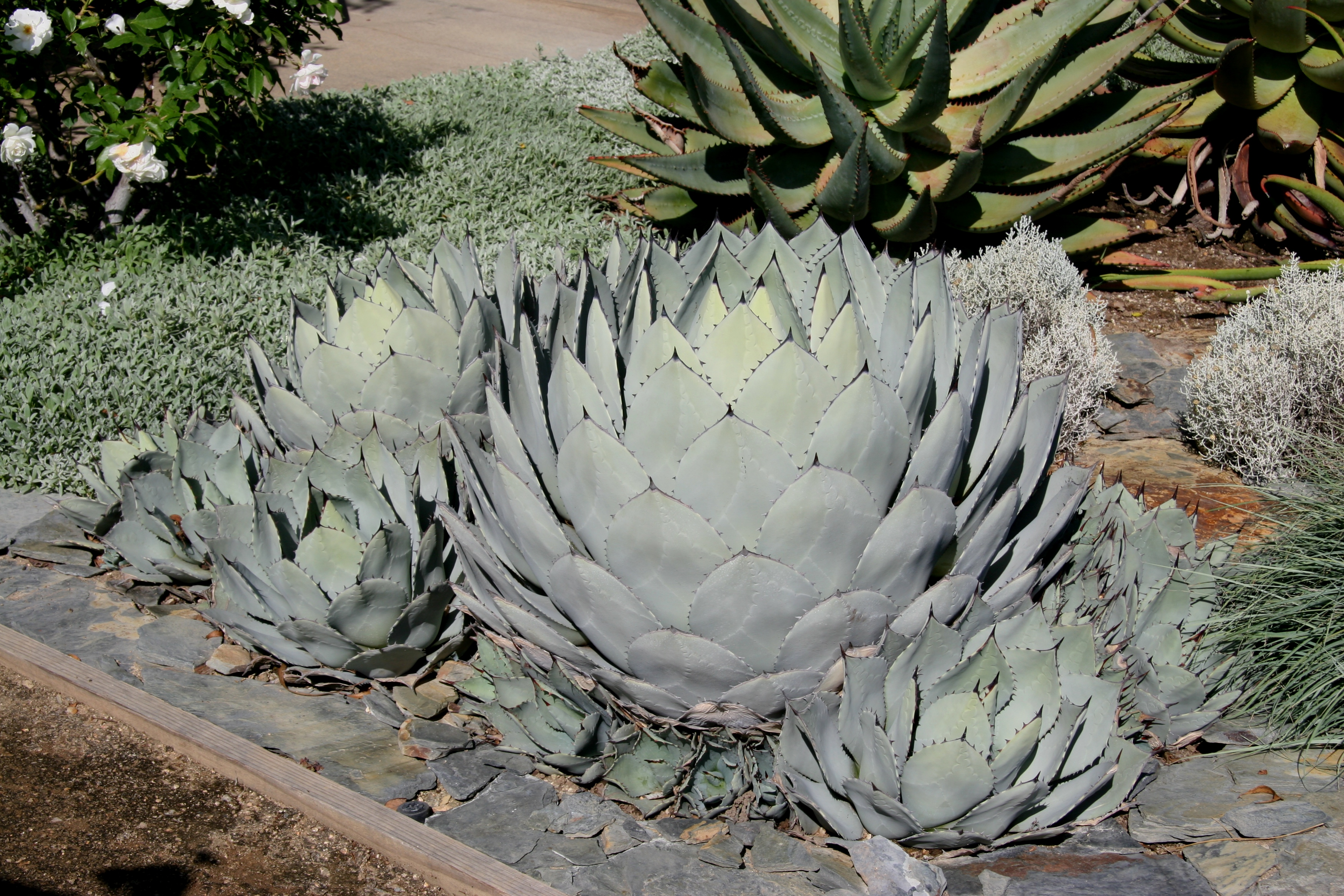
Agave palmeri у приватному саду в Санта-Барбара (Каліфорнія)

Agave palmeri має прикореневі розетки з м'ясистих вертикальних зелених листків до 120 см в довжину, з нерівними краями і товстими колючками 3-6 см. Квітки блідо-жовті і ростуть на гілках у верхній третині суцвіття, яке може бути до 5 м висоти.
Цвіте в кінці весни — влітку.

## Ареал
Місцем зростання є південна Аризона і південно-західній Нью-Мексико у Сполучених Штатах, та Сонора і Чіуауа у Мексиці. Росте в піщаних і гравійних місць на вапняку в дубових саванах; 900–2000 м. A. palmeri є найбільшою серед видів агави, що ростуть в Сполучених Штатах.
Agave palmeri часто культивується як декоративна рослина.

## Екологія

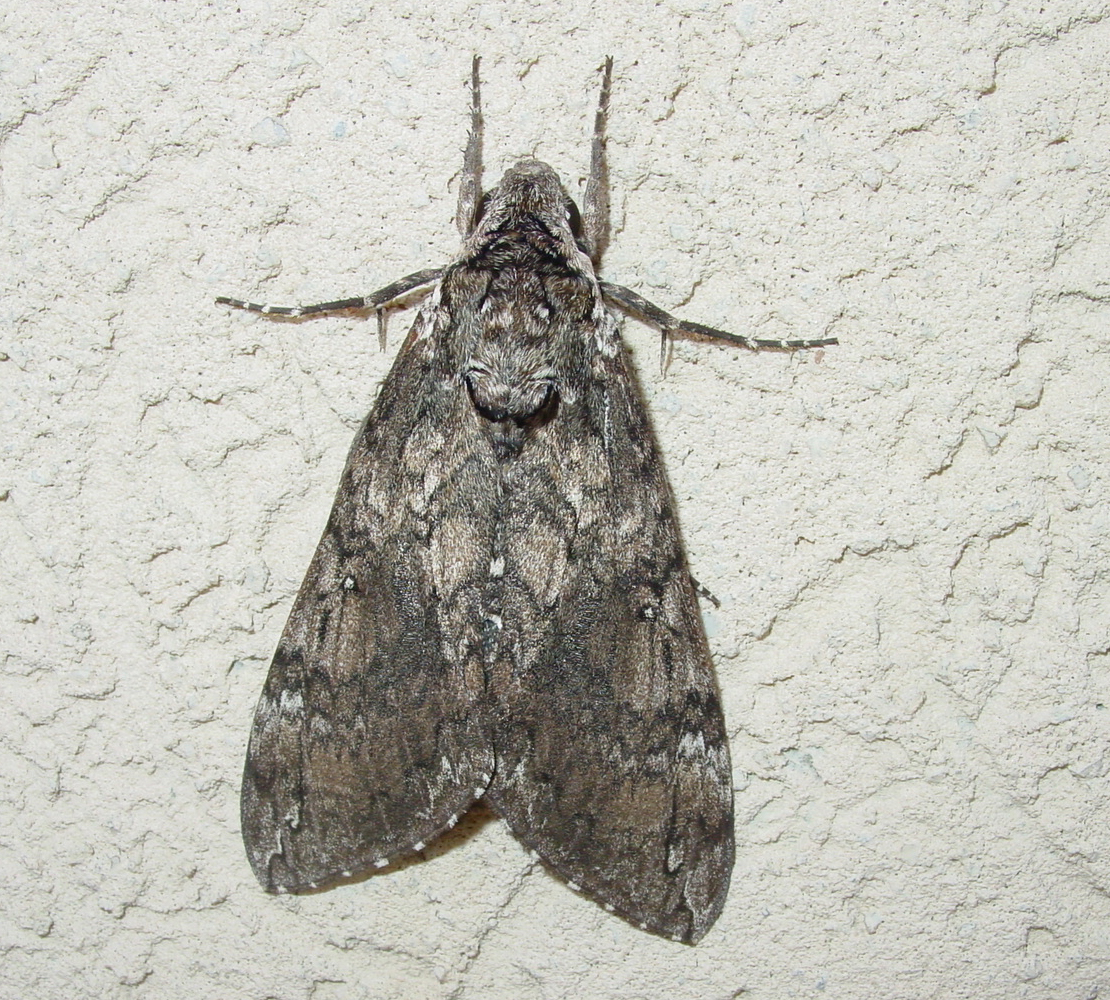
Метелик Бражник тютюновий (Manduca sexta) харчуються нектаром агави.

А. palmeri є важливим ресурсом для багатьох запилювачів, в тому числі метеликів (наприклад бражник тютюновий), бджіл, ос, колібрі і вивільги. Агава відіграє ключову роль у споживанні уразливих вид кажан — менший довгоносий (Leptonycteris yerbabuenae) і довгоязикий (Choeronycteris mexicana).
A. palmeri має захищений статус в штаті Аризони і в даний час рослина є під загрозою інвазивної африканської трави Eragrostis lehmanniana яка сильно змагається з розсадами агави.

## Вирощування
Рослина вимагає великий горщик, але витримує широкий діапазон умов, у тому числі температуру близько −10° С.